# Pumped Up Kicks
"Pumped Up Kicks" is een nummer van de Amerikaanse band Foster the People. Het nummer verscheen op hun naar de band genoemde debuut-EP uit 2011 en op hun debuutalbum Torches uit hetzelfde jaar. Op 14 september 2010 verscheen het tevens als de debuutsingle van de band.

## Achtergrond
"Pumped Up Kicks" is geschreven door zanger en gitarist Mark Foster. Hij schreef het in vijf uur, kort na de oprichting van de band in 2009 terwijl hij werkte als commerciële jingleschrijver. Over het ontstaan van het nummer vertelde hij: "Ik had die dag niet echt iets te doen. Ik stond daar in de studio, en ik dacht, 'Ik ga een nummer schrijven',... en toen dacht ik, 'Ik heb geen zin om een nummer te schrijven'. Ik was een huizenblok verwijderd van het strand, en het was een prachtige dag. Ik wilde eigenlijk lui zijn en op het strand liggen of zoiets. Maar ik dwong mezelf om een nummer te schrijven. De volgende dag rond dezelfde tijd was het nummer af." Foster dacht oorspronkelijk dat hij enkel een demo opnam en speelde daarom alle instrumenten op het nummer zelf. Hij bewerkte en arrangeerde het nummer zelf met behulp van Logic Pro. Deze demo werd uiteindelijk de versie die de band uitbracht als single.
"Pumped Up Kicks" is geschreven vanuit het oogpunt van een tiener met problemen en moorddadige gedachten. In het refrein waarschuwt hij zijn potentiële slachtoffers om sneller te rennen dan zijn wapen en zijn kogels. In een interview vertelde Foster over de inspiratie voor deze tekst: "Ik schreef 'Pumped Up Kicks' toen ik aan het lezen was over de groeiende trend in psychische aandoeningen onder tieners. Ik wilde de psychologie erachter begrijpen omdat het vreemd was voor mij. Het was angstaanjagend hoe psychische aandoeningen onder jongeren omhoog schoten in het afgelopen decennium. Ik was bang om te zien waar het patroon heen zou leiden als we geen veranderingen zouden aanbrengen voor volgende generaties." Foster vertelde tevens dat hij voor het schrijven van het nummer in het hoofd van een geïsoleerd, psychotisch kind wilde kijken en aandacht wilde geven aan gewapend geweld onder jongeren. De titel van het nummer verwijst naar de sneakers die de leeftijdsgenoten van de hoofdpersoon dragen als statussymbool. Ondanks het donkere thema van het nummer is de muziek, die eerder dan de tekst is geschreven, juist vrolijk. Hierdoor wordt vaak de suggestie gewekt dat het schietpartijen op scholen verheerlijkt. Foster sprak dit tegen en zei: "Het nummer gaat totaal niet over het verheerlijken van geweld. Het is juist het tegenovergestelde. Het nummer is een geweldig platform om een gesprek te hebben met je kinderen over iets dat niet genegeerd zou moeten worden en erover te praten op een liefdevolle manier."

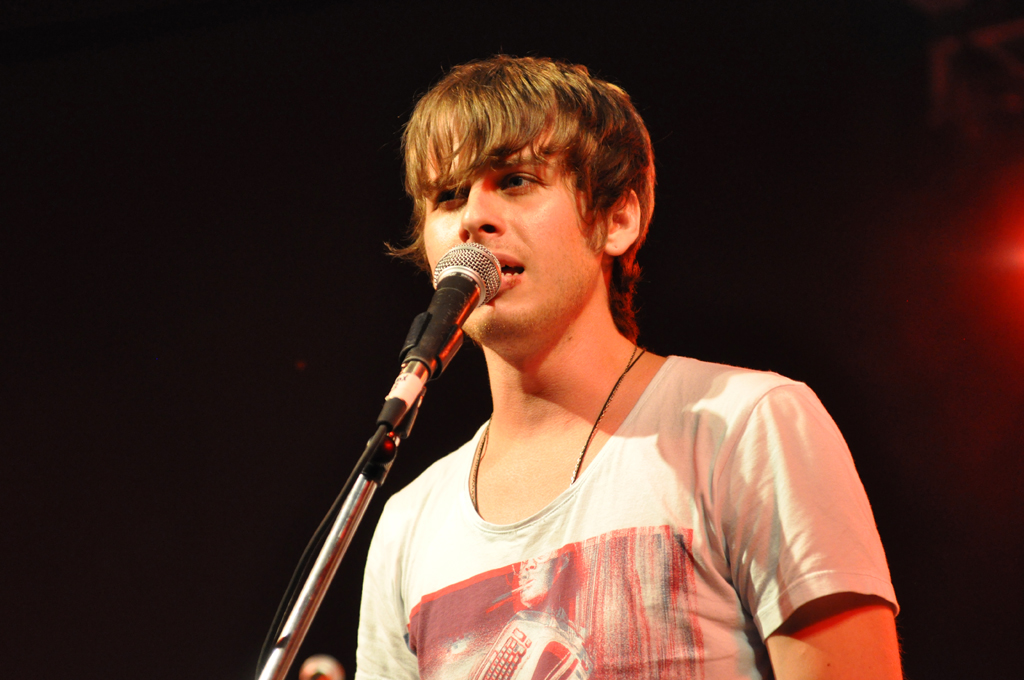
Mark Foster tijdens een concert in 2011.

"Pumped Up Kicks" werd oorspronkelijk gratis online gezet op de website van Foster aan het begin van 2010. Vanwege aandacht van diverse blogs en online advertentiecampagnes ging het nummer viraal. Vanwege het grote aantal emails dat hij kreeg, voornamelijk van mensen die professionele begeleiding nodig hadden, nam hij twee managers aan voor zijn band, die hem tevens een platencontract bij Columbia Records-dochterbedrijf Startime International bezorgden. Nadat de groep enkele nieuwe nummers had geschreven, werd "Pumped Up Kicks" gebruikt in diverse televisieprogramma's; Entourage was de eerste hiervan die het nummer gebruikte. Hierop werd het nummer vaker gedraaid op radiostations en werd het op 14 september 2010 officieel uitgebracht als de debuutsingle van de band. Het nummer werd oorspronkelijk alleen een hit in de diverse Amerikaanse rocklijsten, met een nummer 1-positie in de Alternative Songs-lijst en een nummer 3-positie in de Hot Rock Songs-lijst. Vanwege deze successen verscheen het nummer ook in de Billboard Hot 100, waar het uiteindelijk op de derde plaats piekte. Het werd ook een hit in andere landen, zo werd het in Australië een nummer 1-hit nadat het werd gebruikt in een commercial voor het biermerk XXXX. In diverse Europese landen werd het ook een nummer 1-hit, terwijl in vele andere landen de top 10 werd behaald. In het Verenigd Koninkrijk kwam het echter niet verder dan de achttiende plaats. In Nederland en Vlaanderen werd het nummer geen grote hit, zo bleef het in Nederland steken op respectievelijk plaats 34 en 35 in de Top 40 en de Single Top 100, terwijl in Vlaanderen slechts de dertigste plaats in de Ultratop 50 werd behaald.
In de videoclip van "Pumped Up Kicks" speelt de band het nummer live terwijl er tussendoor beelden te zien zijn waarin zij andere activiteiten uitvoeren, waaronder frisbeeën en surfen. Het tijdschrift Rolling Stone zette het nummer op de elfde plaats in hun lijst van de beste nummers van 2011. Het nummer ontving in 2012 een Grammy Award-nominatie in de categorie Best Pop Duo/Group Performance, maar verloor van "Body and Soul" van Tony Bennett en Amy Winehouse. Het nummer is gebruikt in de televisieseries Entourage, Gossip Girl, CSI: NY, Cougar Town, Homeland, Pretty Little Liars, Warehouse 13, The Vampire Diaries, Suits, American Horror Story, Top Gear, Match of the Day en The Murders. Ook komt het voor in de films Friends with Benefits en Fright Night uit 2011. Daarnaast is het gebruikt in de computerspellen Rock Band Blitz en Guitar Hero Live. Het nummer is gecoverd of gesampled door onder meer Klingande, The Kooks, Kendrick Lamar, Weezer en "Weird Al" Yankovic.

## Hitnoteringen

### Nederlandse Top 40
| Hitnotering: 09-07-2011 t/m 06-08-2011 | Hitnotering: 09-07-2011 t/m 06-08-2011 | Hitnotering: 09-07-2011 t/m 06-08-2011 | Hitnotering: 09-07-2011 t/m 06-08-2011 | Hitnotering: 09-07-2011 t/m 06-08-2011 | Hitnotering: 09-07-2011 t/m 06-08-2011 | Hitnotering: 09-07-2011 t/m 06-08-2011 |
| Week                                   | 1                                      | 2                                      | 3                                      | 4                                      | 5                                      |                                        |
| -------------------------------------- | -------------------------------------- | -------------------------------------- | -------------------------------------- | -------------------------------------- | -------------------------------------- | -------------------------------------- |
| Positie                                | 35                                     | 34                                     | 34                                     | 35                                     | 39                                     | uit                                    |

### Single Top 100
| Hitnotering: 28-05-2011 t/m 17-09-2011 | Hitnotering: 28-05-2011 t/m 17-09-2011 | Hitnotering: 28-05-2011 t/m 17-09-2011 | Hitnotering: 28-05-2011 t/m 17-09-2011 | Hitnotering: 28-05-2011 t/m 17-09-2011 | Hitnotering: 28-05-2011 t/m 17-09-2011 | Hitnotering: 28-05-2011 t/m 17-09-2011 | Hitnotering: 28-05-2011 t/m 17-09-2011 | Hitnotering: 28-05-2011 t/m 17-09-2011 | Hitnotering: 28-05-2011 t/m 17-09-2011 | Hitnotering: 28-05-2011 t/m 17-09-2011 | Hitnotering: 28-05-2011 t/m 17-09-2011 | Hitnotering: 28-05-2011 t/m 17-09-2011 | Hitnotering: 28-05-2011 t/m 17-09-2011 | Hitnotering: 28-05-2011 t/m 17-09-2011 | Hitnotering: 28-05-2011 t/m 17-09-2011 | Hitnotering: 28-05-2011 t/m 17-09-2011 | Hitnotering: 28-05-2011 t/m 17-09-2011 | Hitnotering: 28-05-2011 t/m 17-09-2011 |
| Week                                   | 1                                      | 2                                      | 3                                      | 4                                      | 5                                      | 6                                      | 7                                      | 8                                      | 9                                      | 10                                     | 11                                     | 12                                     | 13                                     | 14                                     | 15                                     | 16                                     | 17                                     |                                        |
| -------------------------------------- | -------------------------------------- | -------------------------------------- | -------------------------------------- | -------------------------------------- | -------------------------------------- | -------------------------------------- | -------------------------------------- | -------------------------------------- | -------------------------------------- | -------------------------------------- | -------------------------------------- | -------------------------------------- | -------------------------------------- | -------------------------------------- | -------------------------------------- | -------------------------------------- | -------------------------------------- | -------------------------------------- |
| Positie                                | 66                                     | 35                                     | 46                                     | 79                                     | 56                                     | 51                                     | 63                                     | 60                                     | 55                                     | 70                                     | 67                                     | 71                                     | 65                                     | 60                                     | 69                                     | 71                                     | 85                                     | uit                                    |

### NPO Radio 2 Top 2000
| Nummer met noteringen in de NPO Radio 2 Top 2000 | '15  | '16  | '17  | '18  | '19  | '20  | '21  | '22  | '23  | '24  |
| ------------------------------------------------ | ---- | ---- | ---- | ---- | ---- | ---- | ---- | ---- | ---- | ---- |
| Pumped Up Kicks                                  | 1665 | 1680 | 1442 | 1141 | 1388 | 1456 | 1529 | 1719 | 1967 | 1922 |

1. ↑  Een vetgedrukt getal geeft de hoogste notering aan.
2. ↑  2015 was het eerste jaar met een notering voor dit nummer.